# Duplín
Duplín (ungarisch Bányavölgy – bis 1892 Duplin) ist eine Gemeinde im Nordosten der Slowakei mit 514 Einwohnern (Stand 31. Dezember 2024), die zum Okres Stropkov, einem Kreis des Prešovský kraj gehört.

## Geographie

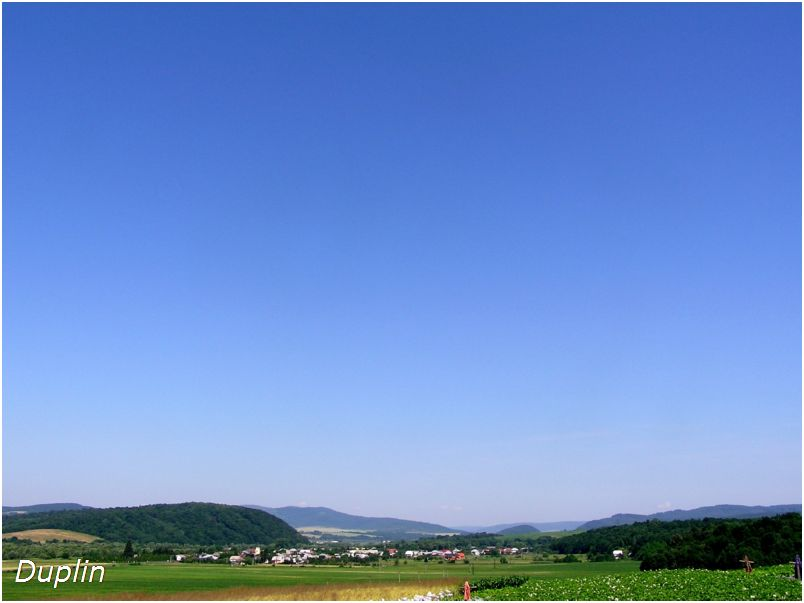
Duplín

Die Gemeinde befindet sich im Bergland Ondavská vrchovina innerhalb der Niederen Beskiden im Tal der Ondava. Das Ortszentrum liegt auf einer Höhe von 197 m n.m. und ist vier Kilometer von Stropkov entfernt.
Nachbargemeinden sind Stročín und Potoky im Norden, Vyškovce im Nordosten, Krušinec im Osten, Tisinec im Süden, Baňa im Südwesten, Šarišský Štiavnik und Rakovčík im Westen und Mestisko im Nordwesten.

## Geschichte
Duplín wurde nach deutschem Recht gegründet und wurde zum ersten Mal 1379 im Bezug mit einem Tauschhandel der Familie Cudar mit dem Geschlecht Ákos als Dublen schriftlich erwähnt. Der Ort gehörte zum Herrschaftsgebiet der Makovica und war Standort einer Mautstelle, die erstmals 1506 erwähnt wurde. 1427 wurden 40 Porta verzeichnet. Im 18. Jahrhundert war Duplín Gut des Geschlechts Splény. 1787 hatte die Ortschaft 46 Häuser und 340 Einwohner, 1828 zählte man 59 Häuser und 439 Einwohner, die als Landwirte beschäftigt waren.
Bis 1918 gehörte der im Komitat Sáros liegende Ort zum Königreich Ungarn und kam danach zur Tschechoslowakei beziehungsweise heute Slowakei.

## Bevölkerung
| Jahr                | 1994 | 2004    | 2014     | 2024    |
| ------------------- | ---- | ------- | -------- | ------- |
| Anzahl der Personen | 494  | 452     | 531      | 514     |
| Unterschied         |      | −8,50 % | +17,47 % | −3,20 % |

| Jahr                | 2023 | 2024    |
| ------------------- | ---- | ------- |
| Anzahl der Personen | 506  | 514     |
| Unterschied         |      | +1,58 % |

Nach der Volkszählung 2011 wohnten in Duplín 478 Einwohner, davon 421 Slowaken, acht Russinen sowie jeweils ein Tscheche und Ukrainer. 47 Einwohner machten keine Angabe zur Ethnie.
348 Einwohner bekannten sich zur römisch-katholischen Kirche, 49 Einwohner zur griechisch-katholischen Kirche, 18 Einwohner zur orthodoxen Kirche, drei Einwohner zur Evangelischen Kirche A. B. und ein Einwohner zur evangelisch-methodistischen Kirche. Sechs Einwohner waren konfessionslos und bei 53 Einwohnern wurde die Konfession nicht ermittelt.

## Persönlichkeiten
- Gyula Tost (1846–1929), ungarischer Politiker und Minister für Kultus und Unterricht

## Bauwerke
- römisch-katholische Kreuzerhöhungskirche im neoklassizistischen Stil aus dem Jahr 1861